# Jan Ludwik Popławski

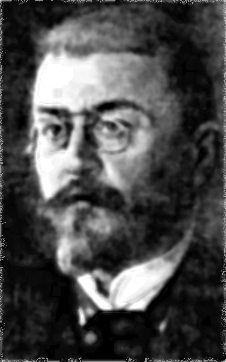
Jan Ludwik Popławski.

Jan Ludwik Popławski, född 17 januari 1854, död 12 mars 1908, var en polsk politiker och journalist.
Popławski studerade juridik i Warszawa. På grund av nationalistisk propaganda var han 1878-1881 förvisad till Sibirien. Han var därefter verksam som publicist och politisk agitator i Lwów och Warszawa. Hans betydande arbete för ett fritt "Storpolen" ledde bland annat till bildandet av Nationaldemokratiska partiet.